# Vangueria thamnus
Vangueria thamnus är en måreväxtart som först beskrevs av Robyns, och fick sitt nu gällande namn av Henrik Lantz. Vangueria thamnus ingår i släktet Vangueria och familjen måreväxter. Inga underarter finns listade i Catalogue of Life.